# Niccolò Gitto

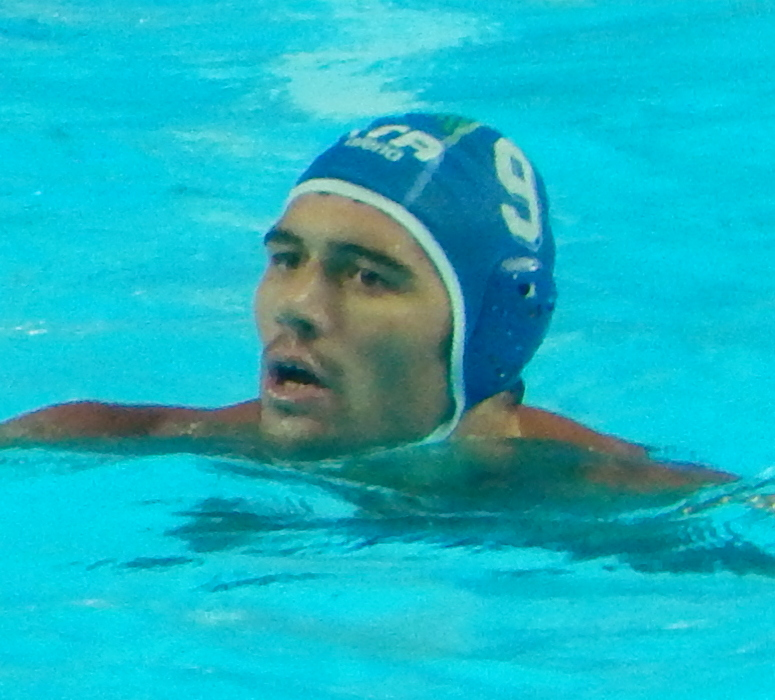
Niccolò Gitto (2015)

Niccolò Gitto (* 12. Oktober 1986 in Rom) ist ein ehemaliger italienischer Wasserballspieler. Mit der italienischen Nationalmannschaft wurde er Weltmeister 2011, Olympiazweiter 2012 und Olympiadritter 2016.

## Sportliche Karriere
Der Centerverteidiger Gitto spielte von 2010 bis 2016 und von 2017 bis 2019 für Pro Recco und gewann in dieser Zeit acht italienische Meistertitel.
2007 nahm Gitto mit der italienischen Mannschaft an der Universiade in Bangkok teil. Die Mannschaft erreichte das Finale und unterlag dann der Mannschaft aus Montenegro. 2010 bei der Europameisterschaft in Zagreb erreichten die Italiener in ihrer Vorrundengruppe den zweiten Platz hinter den Kroaten. Die beiden Mannschaften trafen im Finale wieder aufeinander und die Kroaten gewannen mit 7:3. 2011 fand die Weltmeisterschaft in Schanghai statt. Die Italiener gewannen ihre Vorrundengruppe. Nach einem Viertelfinalsieg über die Spanier bezwangen sie im Halbfinale die Kroaten. Im Finale siegten die Italiener mit 8:7 über die serbische Mannschaft. Im Jahr darauf belegten die Italiener in ihrer Vorrundengruppe bei den Olympischen Spielen 2012 in London den zweiten Platz hinter den Kroaten. Im Viertelfinale schlugen sie die Ungarn und im Halbfinale die Serben. Im Finale trafen sie wieder auf die Kroaten und unterlagen mit 6:8. Gitto erzielte drei Tore in der Vorrunde.
Bei der Weltmeisterschaft 2013 in Barcelona belegten die Italiener den vierten Platz, nachdem sie im Spiel um den dritten Platz mit 8:10 gegen die Kroaten verloren hatten. Zwei Jahre später belegten die Italiener bei der Weltmeisterschaft 2015 in Kasan wieder den vierten Platz. 2016 bei den Olympischen Spielen in Rio de Janeiro belegten die Italiener in der Vorrunde den dritten Platz hinter Spanien und Kroatien. Nach einem Viertelfinalsieg gegen Griechenland unterlagen die Italiener den Serben im Halbfinale mit 8:10. Im Spiel um den dritten Platz besiegten die Italiener die Mannschaft Montenegros mit 12:10. Gitto erzielte einen Treffer im Viertelfinale. 2017 belegte Gitto mit der italienischen Mannschaft noch einmal den sechsten Platz bei der Weltmeisterschaft 2017 in Budapest.